# سيرهي تكاتشوك
سيرهي تكاتشوك (بالأوكرانية: Сергій Володимирович Ткачук)‏ هو لاعب كرة قدم كازاخستاني وأوكراني في مركز حراسة المرمى، ولد في 15 فبراير 1992 في كييف في أوكرانيا. شارك مع منتخب أوكرانيا تحت 16 سنة لكرة القدم ومنتخب أوكرانيا تحت 18 سنة لكرة القدم ومنتخب كازاخستان تحت 21 سنة لكرة القدم. أما مع النوادي، فقد لعب مع دينامو كييف ونادي شاختار قراغندي ونادي كايرات ونيفا ترنوبل.

## وصلات خارجية
- سيرهي تكاتشوك على موقع الاتحاد الأوربي (الإنجليزية)
- سيرهي تكاتشوك على موقع اتحاد أوكرانيا (الإنجليزية)
- سيرهي تكاتشوك على موقع قاعدة بيانات كرة القدم.إي يو (الإنجليزية)
- سيرهي تكاتشوك على موقع Soccerway.com (الإنجليزية)
- سيرهي تكاتشوك على موقع عالم كرة القدم.نت (الإنجليزية)
- سيرهي تكاتشوك على موقع AS.com (الإسبانية)